# Липень 2023
Липень 2023 — сьомий місяць 2023 року, що розпочався у суботу 1 липня та закінчився у понеділок 31 липня.

## Свята та пам'ятні дні
- 28 липня, п'ятниця — День хрещення Київської Русі — України.

## Події
- 1 липня
  - Іспанія розпочала головування в Раді ЄС[1].
- 3 липня
  - Обсерваторія ESA повідомила, що космічний телескоп «Джеймс Вебб» зробив фото галактики NGC 3256 у сузір'ї Вітрила, що утворилася внаслідок зіткнення двох менших спіральних галактик, яке відбулося 500 мільйонів років тому[2][3][4]

- 4 липня
  - Єгипет і Туреччина відновили дипломатичні відносини на найвищому дипломатичному рівні після десятилітнього розриву, що стався на тлі військового перевороту проти тодішнього президента Єгипту Мухаммеда Мурсі та подальшого приходу до влади у країні головнокомандувача Абделя Фаттаха Ас-Сісі[5][6]

- 5 липня
  - У Шевченківському суді Києва сталися вибухи, після яких під час штурму у конвойному приміщенні загинув Ігор Гуменюк, затриманий 31 серпня 2015 року за звинуваченням у підриві гранати біля Верховної Ради[7][8][9]
- 10 липня
  - Поблизу Рейк'явіка в долині Літлі-Грутур (ісл. Litli-Hrútur) відбулося чергове виверження вулкана Фаградальсф'ядль, що стало третім за два роки виверженням лави в цьому районі[10]
- 11 липня
  - Помер чесько-французький письменник Мілан Кундера, відомий за романом «Нестерпна легкість буття»[11]
  - Фермер зі штату Кентуккі, копаючи на своєму полі, виявив скарб з понад 700 монетами часів громадянської війни, 95 % скарбу складається із золотих доларів[12]
  - Державна прикордонна служба Азербайджану повідомила, що тимчасово закриває КПП Лачин (єдину дорогу, що з'єднує Карабах з Вірменією), звинувативши вірменське відділення Червоного Хреста в контрабанді. МКЧХ опублікував заяву, в якій відкидає звинувачення азербайджанської сторони[13][14]
- 14 липня
  - ВООЗ оголосила, що популярний підсолоджувач аспартам може бути причиною раку[15]
  - Індія успішно запустила космічний корабель для дослідження Місяця в рамках космічної місії «Чандраян-3»[16][17][18]
- 16 липня
  - У віці 76-ти років померла британсько-французька акторка Джейн Біркін, відома ролями в дуеті з П'єром Рішаром: «Він починає сердитися», «Тримай у полі зору»[19]

- 17 липня
  - У Греції почалися лісові пожежі, що спричинили масову евакуацію населення[20][21]
- 18 липня
  - Біля узбережжя Японії було знайдено затонулий корабель, який ідентифіковано як частину монгольського флоту, який брав участь у другому вторгненні в Японію[ru] 1281 року[22]

- 20 липня
  - Французькі дослідники, геофізик Квентін Блетері з університету Лазурного берега[fr] та геодезист Жан-Матьє Нокке, розробили прототип системи, що дозволяє передбачити землетрус за кілька годин до його початку[23]
- 21 липня
  - На 88-му році життя у Мексиці померла зірка французької нової хвилі Жульєт Майнієль, відома за фільмами «Кузени», «Ярмарок» тощо[24]
- 23 липня
  - Під час чергового обстрілу російськими військами міста Одеси. Як повідомив у вечірньому відеозверненні Президент України Володимир Зеленський, загалом було пошкоджено близько 50 будинків, з яких 25 — пам'яток архітектури, зокрема одна з ракет влучила у вівтар Преображенського собору. Одна людина загинула, 20 дістали поранення[25]
  - Одна з найпопулярніших соцмереж, Twitter змінив логотип на символ «X»[26] 24 липня
  - В Іспанії відбулись парламентські вибори, на яких виграла опозиційна консервативна Народна партія[27]
  - Йонас Вінгегор вдруге поспіль виграв Тур де Франс[28] 25 липня
  - На Житомирщині в Україні знайдено викопні залишки волинської біоти, які жили в континентальній глибинній біосфері[en] Землі близько 1,5 млрд років тому[29]

- 27 липня
  - Унаслідок військового перевороту в Нігері Мохамеда Базума скинули, влада перейшла до Національної ради захисту Батьківщини[30]
  - У Сингапурі уперше за 20 років здійснили смертну кару щодо жінки, Сарідеві Джамані визнали винною в торгівлі героїном[31]

27—29 липня
- - У Санкт-Петербурзі з 27 по 29 липня відбувся другий саміт «Росія — Африка», на якому були представники 49 з 54 країн Африки[32][33][34]
- 30 липня
  - Ізраїльське суховантажне судно AMS1 (під прапором Сьєрра-Леоне[35]) першим прорвало російську блокаду Чорного моря та увійшло в українську гілку Дунаю, прибуття в Ізмаїл заплановано на 14:00 1 серпня[35] За ним прямують ще чотири судна: Sahin 2 (Греція), Yilmaz Kaptan (Туреччина/Грузія), Sealock (Танзанія) та Afer (Панама). Їх охороняє американський літак «Boeing P-8 Poseidon»[36][37][38]
- 31 липня
  - Помер Віталій Іващенко — український поет, театральний діяч, бард, науковець, винахідник, доцент КПІ[39]